# Fred Malatesta
Frederic M. Malatesta (Nápoles, 18 de abril de 1889 — Burbank, 8 de abril de 1952) foi um ator de cinema norte-americano nascido na Itália. Ele apareceu em 118 filmes entre 1915 e 1941.